# Застава (Нижньогородська область)
Застава (рос. Застава) — присілок в Вачському районі Нижньогородської області Російської Федерації.
Населення становить 6 осіб. Входить до складу муніципального утворення Чулковська сільрада.

## Історія
Від 2009 року входить до складу муніципального утворення Чулковська сільрада.

## Населення
| 1859 | 1905 | 1926 | 1999 | 2002 | 2010 |
| ---- | ---- | ---- | ---- | ---- | ---- |
| 161  | ↘112 | ↗161 | ↘5   | ↘2   | ↗6   |